# Ritmo Perfeito
Ritmo Perfeito (с порт. — «Идеальный ритм») — второй студийный альбом бразильской поп-исполнительницы Анитты. Он был выпущен Warner Music 3 июня 2014 года, в тот же день, что и первый концертный альбом Анитты и DVD-диск «Meu Lugar». В «Ritmo Perfeito» приняли участие рэперы MC Guime и Projota, которые также написали песни «Cobertor» и «Mulher» (переработанную версию оригинальной песни Projota). Жанры песен определяются те же, что и у первого альбома Анитты (поп и электропоп), но включают в себя более заметные влияния мелодичного фанка и ар-н-би.

## История
Анитта объявила о работе над своим первым DVD в июле 2013 года, который позднее получил название «Meu Lugar». Специально для проекта были написаны новые песни. Впоследствии Анитта объявила о выпуске двух новых альбомов в своём видеоролике на YouTube «Blá Blá Blá with Anitta»: живой альбом с аудио, выделенным из DVD, «Meu Lugar» и студийную версию её новых песен в дополнение к оригинальному треку.
При работе над альбом Анитта сотрудничала с несколькими новыми для себя авторами, включая рэпера Projota, с которым работала над песнями «Cobertor» и «Mulher». При создании некоторых других трэков она сотрудничала с Умберто Таваресом и Корнеа Метернией.

## Релиз
«Ritmo Perfeito» включал в себя два новых сингла, премьера которых состоялась как на радио, так и на телевидении, а также в iTunes. Первый сингл «Cobertor» сопровождался музыкальным видеоклипом на YouTube. Через месяц был выпущен второй сингл «Na Batida». Альбому был присвоен статус золотого Ассоциацией бразильских производителей дисков (ABPD).

## Список композиций
| №   | Название                       | Автор(ы)                                        | Длительность |
| --- | ------------------------------ | ----------------------------------------------- | ------------ |
| 1.  | «Na Batida»                    | Анитта Умберто Таварес Джефферсон Жуниор [ 10 ] | 2:44         |
| 2.  | «Ritmo Perfeito»               | Анитта Умберто Таварес Джефферсон Жуниор [ 10 ] | 2:57         |
| 3.  | «Música de Amor»               | Анитта Умберто Таварес Джефферсон Жуниор [ 10 ] | 3:06         |
| 4.  | «Cobertor» (с Projota)         | Projota Dan Dash DH                             | 3:04         |
| 5.  | «Mulher» (с Projota)           | Projota Mayk                                    | 2:45         |
| 6.  | «No Meu Talento»               | Анитта Умберто Таварес Джефферсон Жуниор [ 10 ] | 2:45         |
| 7.  | «Blá Blá Blá»                  | Анитта Умберто Таварес Джефферсон Жуниор [ 10 ] | 2:53         |
| 8.  | «Quem Sabe»                    | Le Tícia                                        | 3:44         |
| 9.  | «Vai e Volta»                  | Анитта                                          | 2:52         |
| 10. | «Blá Blá Blá (Extended Remix)» | Анитта Умберто Таварес Джефферсон Жуниор [ 10 ] | 3:25         |

| №   | Название                               | Автор(ы)                                                 | Длительность |
| --- | -------------------------------------- | -------------------------------------------------------- | ------------ |
| 11. | «Zen (испанская версия)» (с Rasel)     | Анитта Rasel Умберто Таварес Джефферсон Жуниор [ 10 ]    | 2:48         |
| 12. | «No Meu Talento (ремикс)» (с Mc Guimê) | Анитта Mc Guimê Умберто Таварес Джефферсон Жуниор [ 10 ] | 2:58         |

## Чарты
| Чарт (2014)             | Высшая позиция |
| ----------------------- | -------------- |
| Brazilian Albums (ABPD) | 2              |

## Сертификации
| Регион                                                       | Сертификация | Продажи |
| ------------------------------------------------------------ | ------------ | ------- |
| Бразилия (ABPD)                                              | Золотой      | 150,000 |
| * Данные о продажах приведены только на основе сертификации. |              |         |